# Hydroptila vilaverde
Hydroptila vilaverde är en nattsländeart som beskrevs av Malicky och Gonzalez 1981. Hydroptila vilaverde ingår i släktet Hydroptila och familjen smånattsländor. Inga underarter finns listade i Catalogue of Life.